# Раймон III де Тюренн
Раймон III де Тюренн (Raymond III de Turenne) (р. ок. 1165, ум. 1219/21) — виконт Тюренна с 1191, по правам жены — сеньор де Северак с 1209/11 по 1214.
Сын Раймона II де Тюренна и Эли де Кастельно. Унаследовал Тюренн после того, как отец и старший брат Бозон погибли при осаде Акры.
Был женат на Эли де Северак (ум. ок. 1214), старшей дочери и наследнице Ги IV де Северака и Беатрикс де Канильяк. На основании того, что после её смерти сеньория Северак перешла сестре покойной, а не детям, историки делают вывод о том, что они не от неё, а от первой жены Раймона III. Её имя и происхождение не выяснены.
В июне 1214 года принёс оммаж Симону де Монфору за свои владения в Керси.
Чеканил монету в Тюренне (денье).
Дети:
- Раймон IV (ум. 1243), виконт де Тюренн. Его дочь Аликс (единственный ребёнок) в 1251 году незадолго до смерти получила часть виконтства, которую унаследовала её дочь Маргарита, жена Рено III, сеньора де Понс.
- Раймон V (ум. 1245), сеньор де Сервьер и де Мальмор, претендент на виконтство Тюренн в 1243—1245 гг.